# نقطه آغاز
نقطه آغاز (به انگلیسی: Point of Entry) عنوان هفتمین آلبوم استودیویی گروه هوی متال بریتانیایی جوداس پریست است که در ۲۶ فوریه، ۱۹۸۱ منتشر شد.
از دل این آلبوم سه تک‌آهنگ به نام‌های «به سوی بزرگراه»، «مرو» و «راکینگ آتشین» منتشر شد که برای هر کدام نیز میوزیک‌ویدئویی ساخته شد. در سال ۲۰۰۱ بر روی نقطه آغاز مسترینگ دوباره انجام و منتشر شد ولی این بار دو قطعه اهدایی را نیز به همراه داشت.
روی جلد آلبوم منتشر شده در اروپا با روی جلد آلبوم منتشر شده ژاپن و آمریکای شمالی متفاوت است.

## فهرست آهنگ‌ها
آهنگسازی تمامی آهنگ‌ها بر عهده راب هالفرد، کی.کی. داونینگ و گلن تیپتون بوده است.
| شماره | نام آهنگ            | مدت  |
| ----- | ------------------- | ---- |
| ۱     | «به سوی بزرگراه»    | ۳:۴۷ |
| ۲     | «نرو»               | ۳:۱۸ |
| ۳     | «راکینگ آتشین»      | ۳:۱۷ |
| ۴     | «گردش دایره‌ها»      | ۳:۴۲ |
| ۵     | «سرزمین‌های بیابانی» | ۴:۳۶ |
| ۶     | «فرشتگان خورشید»    | ۴:۰۴ |
| ۷     | «تو می‌گوی بله»      | ۳:۲۹ |
| ۸     | «آخرین یورش»        | ۳:۴۲ |
| ۹     | «مشکل‌گشا»           | ۴:۰۰ |
| ۱۰    | «گریزان»            | ۳:۴۷ |

### قطعات اهدایی در نسخه ۲۰۰۱
| شماره | نام آهنگ                                                                          | مدت  |
| ----- | --------------------------------------------------------------------------------- | ---- |
| ۱     | «جاده رعدآسا» (ضبط در ۱۹۸۸ همراه با آلبوم رامش کن) (هالفرد، تیپتون)               | ۵:۱۲ |
| ۲     | «سرزمین‌های بیابانی» (اجرای زنده ۱۹۸۶، سن لوئیس، میسوری) (هالفرد، داونینگ، تیپتون) | ۵:۰۳ |

## اعضای گروه
- راب هالفرد - خواننده
- کی.کی. داونینگ - گیتار
- گلن تیپتون - گیتار
- یان هیل - گیتار باس
- دیو هالند - درامز